# 串级反应
串級反應（cascade reaction）又稱級聯反應、串联反应（tandem reaction）、多米诺反应（domino reaction），通常是一系列連續的分子內有機反應，有機反應是藉由高活性的中間體進行的。它使單一無環的前驅體進行有機合成為一多核分子的複合體。定義為從前提分子內去區分多組反應的反應類型。在有機合成中的串級反應的主要優點是，其反應通常是快速的，由於其分子內的性質，顯示了高原子經濟性，也不涉及後處理的許多中間體的隔離，並增加了反應的複雜性，使步驟有很高的效率。另外，在串級反應中，可以識別一個起始點，中繼部分和終止部分。

## 例子
串級反應的例子有很多（例如羥醛-季先科反應）和聚烯烴多環異構化反應。尤其是在炔化學中的例子更多。
其他的炔偶聯反應則是基於共同的特性來分，像是依化合物的合成類型來進行分類，例如螺模式級聯。
或是以線性稠合的方式級聯，透過應用分子內的赫克反應：
或是拉鍊模式級聯：
其它的串級反應包括了狄尔斯–阿尔德反应，環氧乙烷開環反應，和葆森–侃德反應反應。
環氧乙烷串級反應的一個例子是由下式某些聚醚梯形聚合物的合成所舉出：

這種類型的梯形化合物發現于海洋的生命形式中，如赤潮。三環氧化合物是以過硫酸氫鉀為主要氧化劑從三烯經不對稱合成史氏環氧化反應製備而來。
在碳酸銫(作為鹼基)的存在之下,三環氧化合物的羥基被作為親核試劑。龐大的三甲基矽基基團使得該聚醚具有正確的立體化學，它們是由氟化銫的原位除去而形成。